# Vladivostok
Vladivostok (Владивосток, "österns härskare") är huvudstaden i regionen Primorje kraj (Примopcкий кpaй) i sydöstra Ryssland, belägen vid Stilla havet, cirka 100 kilometer från gränsen till Kina, och cirka 130 kilometer från gränsen till Nordkorea. Vladivostok är huvudbas för Rysslands Stillahavsflotta och slutstation för Transsibiriska järnvägen. Staden är införselhamn för begagnade bilar och maskiner ifrån Japan. Befolkningen uppgår till cirka 600 000 invånare. 

## Geografi
Vladivostok ligger i ryska Fjärran östern vid kusten till Japanska havet och nära både den kinesiska gränsen och den nordkoreanska gränsen. Staden ligger längst ut på den södra spetsen av Muravjov-Amurskij-halvön (полуостров Муравьёва-Амурского), som är 30 kilometer lång och cirka 12 kilometer bred.
Stadens totala area är 600 km² och den högsta punkten är Cholodilnik (гора Холодильник) med höjden 257 meter. Vladivostok har samma geografiska latitud som städerna Sapporo, Suchumi, Almaty, Florens, Marseille, A Coruña, Boston och Toronto.
Avståndet till Moskva med järnväg är 9 302 km. Direkt avstånd till Moskva är 6 430 km. Direkt avstånd till Bangkok är 5 600 km, till San Francisco 8 400 km, till Seoul 750 km, till Tokyo 1 050 km och till Peking 1 331 km.

### Klimat

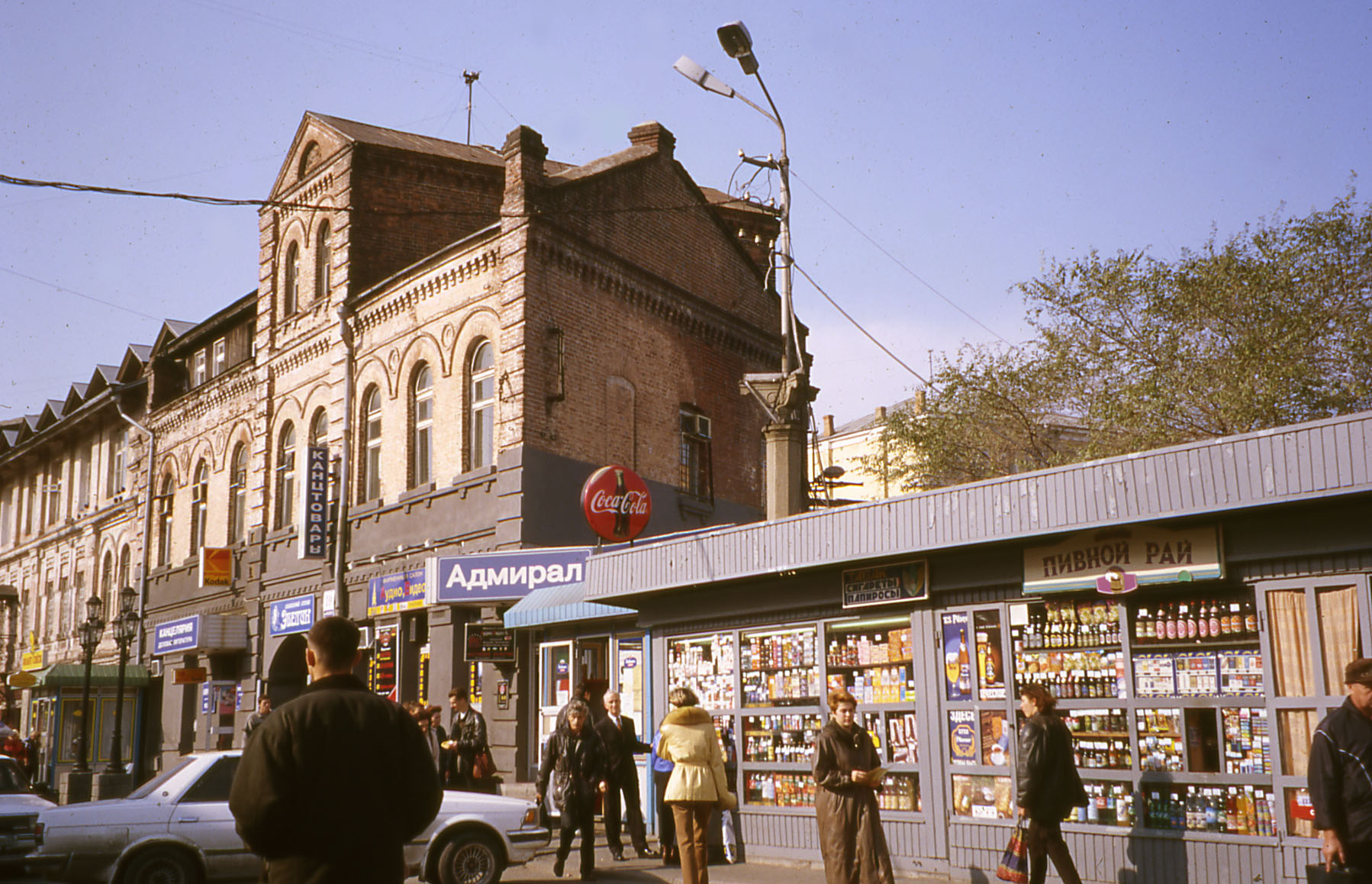
Fokins gata i centrala Vladivostok.

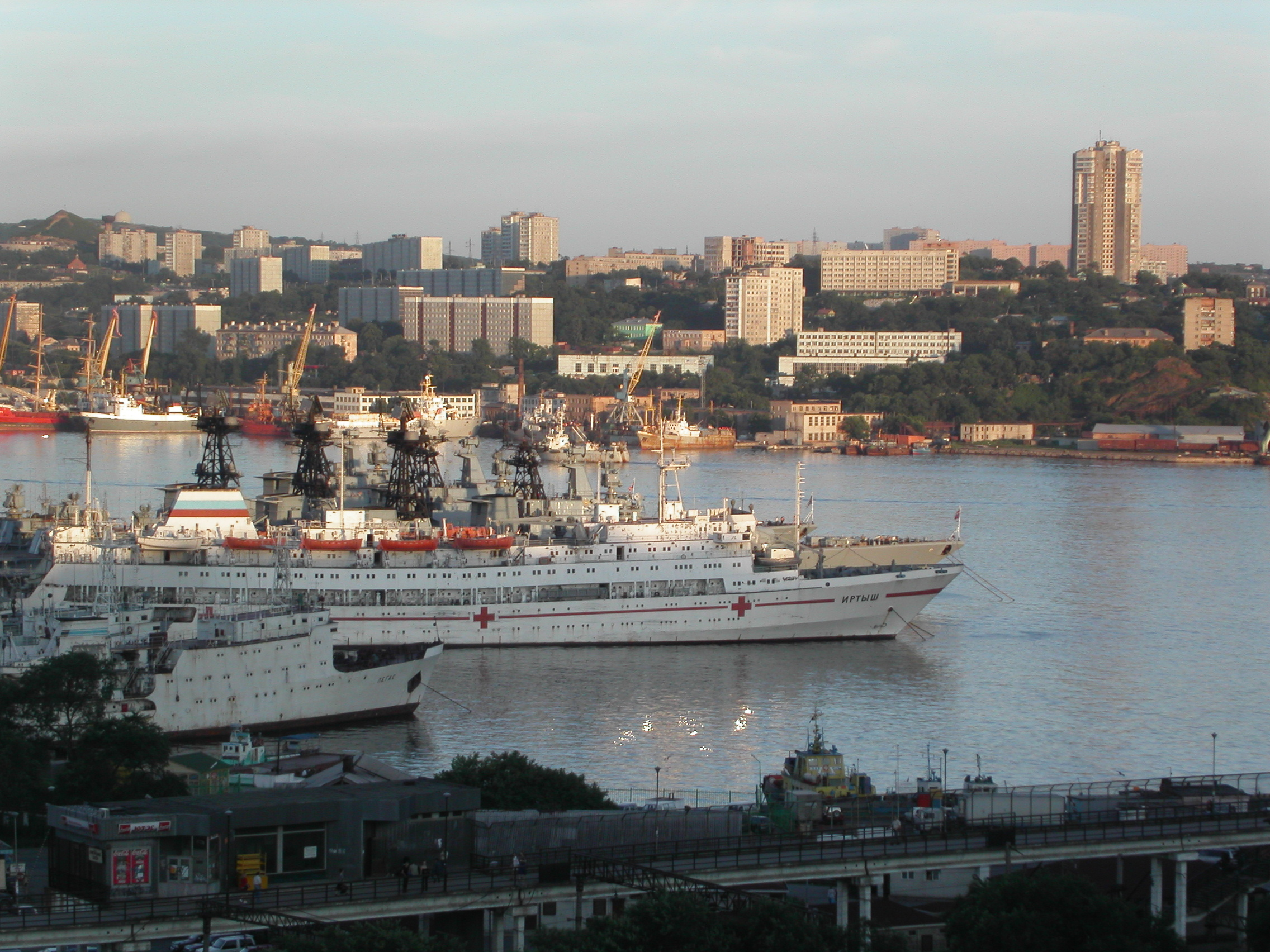
Vladivostoks hamn.

|                           | Jan   | Feb   | Mar   | Apr  | Maj  | Jun  | Jul  | Aug  | Sep  | Okt  | Nov   | Dec   | År    |
| ------------------------- | ----- | ----- | ----- | ---- | ---- | ---- | ---- | ---- | ---- | ---- | ----- | ----- | ----- |
| Medeltemp. (°C)           | −12,3 | −8,5  | −1,8  | 5,1  | 9,8  | 13,6 | 17,6 | 19,8 | 16,0 | 8,9  | −0,9  | −9,0  | 4,9   |
|                           |       |       |       |      |      |      |      |      |      |      |       |       |       |
| Högsta rekord (°C)        | 5,0   | 9,9   | 15,2  | 22,7 | 29,5 | 31,8 | 33,6 | 33,0 | 30,0 | 23,4 | 17,5  | 9,4   | 33,6  |
| Högsta medeltemp. (°C)    | −8,0  | −4,1  | 2,2   | 9,9  | 14,8 | 17,8 | 21,2 | 23,3 | 19,8 | 13,0 | 3,1   | −5,2  | 9,0   |
| Lägsta medeltemp. (°C)    | −15,3 | −11,6 | −4,8  | 2,0  | 6,7  | 11,2 | 15,8 | 17,7 | 13,2 | 6,0  | −3,8  | −11,9 | 2,1   |
| Lägsta rekord (°C)        | −31,4 | −28,9 | −22,0 | −8,1 | −0,8 | 3,7  | 8,8  | 10,1 | 2,2  | −9,7 | −23,0 | −28,1 | −31,4 |
|                           |       |       |       |      |      |      |      |      |      |      |       |       |       |
| Nederbörd (mm)            | 14    | 15    | 27    | 48   | 81   | 110  | 153  | 151  | 116  | 57   | 28    | 18    | 818   |
| Källa: HKO samt pogoda.ru |       |       |       |      |      |      |      |      |      |      |       |       |       |

### Miljö

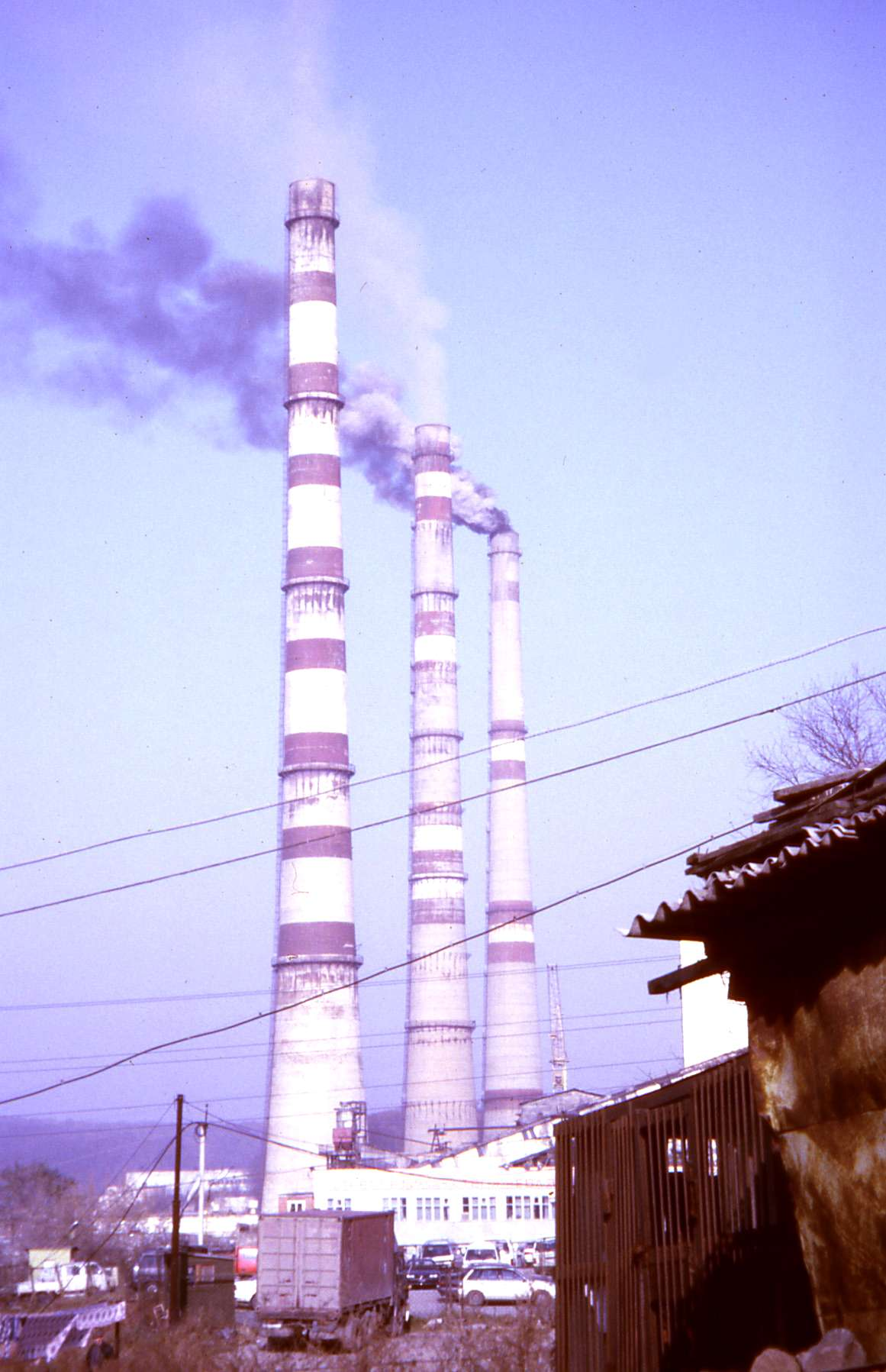
Industri i Vladivostok.

Två tredjedelar av Vladivostoks förorter är så förorenade att det anses direkt hälsofarligt att bo där, enligt lokala miljöexperter. Även centrala delar av staden anses vara så förorenade att de betraktas som miljömässiga katastrofzoner. Enbart ett fåtal delar av staden har nivåer av miljögifter som understiger gränsvärdena för vad som är hälsofarligt. Jord, vatten och även människor i området har signifikant förhöjda värden av tungmetaller som arsenik, kvicksilver, kadmium och zirkonium vilka påverkar andningen och nervsystemet.
Orsaken till föroreningarna är framför allt tung industri som inte byggts upp med hänsyn till miljön och människor. Allt avlopp och spillvatten släpps idag ut helt orenat i havet då inga reningsverk byggts trots utbyggnad av staden och sårbar geografi som förstärker påverkan från utsläpp.

## Administrativ indelning
Vladivostok är indelat i fem stadsdistrikt.
| Stadsdistrikt   | Invånarantal 9 oktober 2002 | Invånarantal 14 oktober 2010 | Invånarantal 1 januari 2015 |
| --------------- | --------------------------- | ---------------------------- | --------------------------- |
| Frunzenskij     | 58 338                      | 57 950                       | 59 976                      |
| Leninskij       | 151 532                     | 151 873                      | 152 458                     |
| Pervomajskij    | 153 051                     | 153 351                      | 153 193                     |
| Pervoretjenskij | 138 266                     | 136 297                      | 146 842                     |
| Sovetskij       | 93 514                      | 92 563                       | 92 493                      |
| TOTALT          | 594 701                     | 592 034                      | 604 602                     |

Staden administrerar även områden utanför själva centralorten. 
| Stad/Ort        | Invånarantal 9 oktober 2002 | Invånarantal 14 oktober 2010 | Invånarantal 1 januari 2015 |
| --------------- | --------------------------- | ---------------------------- | --------------------------- |
| Vladivostok     | 594 701                     | 592 034                      | 604 602                     |
| Landsbygd       | Se nedan                    | Se nedan                     | 26 785                      |
| Popova          | 1 316                       | Ingen uppgift                | Ingen uppgift               |
| Russkij         | 5 204                       | 4 703                        | Ingen uppgift               |
| Trudovoje       | 18 935                      | 18 522                       | Ingen uppgift               |
| Övrig landsbygd | 533                         | 1 548                        | Ingen uppgift               |
| TOTALT          | 620 689                     | 616 807                      | 631 387                     |

Popova, Russkij och Trudovoje räknas numera som landsbygd.

## Ekonomi och infrastruktur
Stadens huvudnäringar är frakt, kommersiellt fiske och marinbasen. Fiske utgör 80% av Vladivostoks ekonomi och annan matproduktion utgör 11%.
1995 uppgick den årliga internationella handeln till 725 miljoner USD, där 206 miljoner USD är exporterade varor och 519 miljoner USD är importerade. I huvudsak exporterades fisk, timmer, järn och andra metaller. Bland importerades produkter finns mediciner, kläder, mobiltelefoner och hushållsprodukter.
Sedan Sovjetunionens fall har många företag öppnat kontor i Vladivostok som har ett bra strategiskt läge, nära många större hamnstäder. Efter Sovjetunionens fall ökade kriminaliteten och levnadskostnaderna. Många bedömare tror idag att Rysslands organiserade maffia har sitt säte i staden.

### Transporter

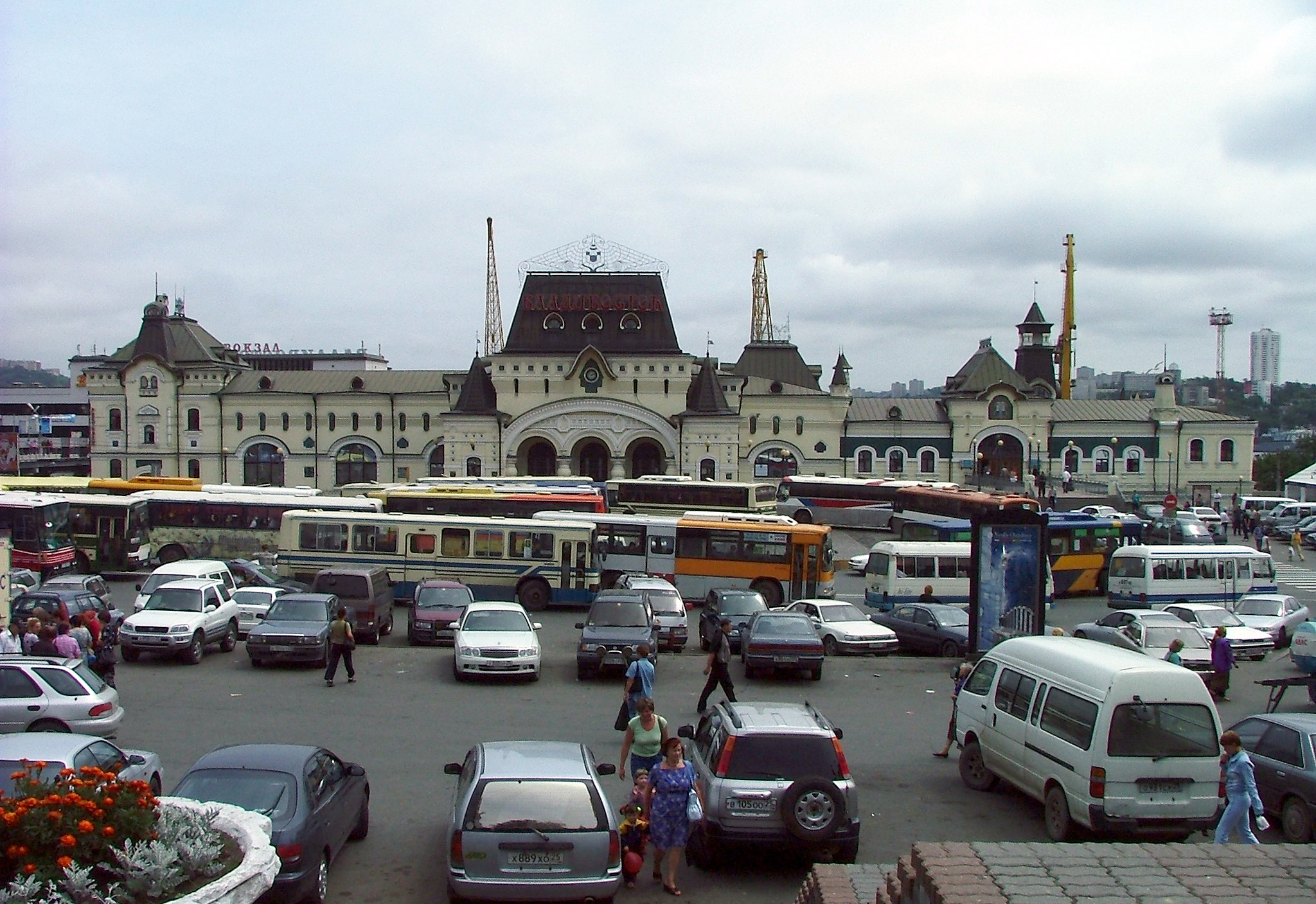
Vladivostoks järnvägsstation.

Transsibiriska järnvägen var färdig 1905 och byggdes för att ansluta europeiska Ryssland med Vladivostok. Järnvägen går från Moskva till Vladivostok via många större ryska städer.
Vladivostok har en internationell flygplats med flyg till flera destinationer i Japan, Kina, Nordkorea (oregelbundna linjer), Sydkorea och Vietnam.
Man kan ta sig till Vladivostok från flera av de större städerna i Ryssland. Under 1990-talet fanns reguljärflyg till Alaska och Seattle, men har på senare tid avvecklats.
Den 28 juni 1908 invigdes den första spårvagnsförbindelsen i Vladivostok, som löper från gatan Svetlanskaja till järnvägsstationen vid Lugovajagatan. Idag finns trådbussar, vanliga bussar, spårvagnar och tåg tillgängliga.

## Demografi
Stadens folkmängd uppgick till 592 034 personer vid folkräkningen 2010. Under åren 1958 till 1991 fick endast sovjetiska medborgare bo i Vladivostok, och inga utländska besökare var tillåtna. Sovjetiska medborgare utanför staden var under perioden tvungna att ansöka om tillstånd för att få besöka Vladivostok. Orsaken var att den sovjetiska stillahavsflottan hade sin bas i staden. Detta innebar att den närbelägna staden Nachodka blev en viktigare hamnstad för internationell transport.
Före 1958 hade Vladivostok en stor andel koreanska och kinesiska invånare.. Många koreaner deporterades under Stalins styre bort från fjärran östern, och har alltsedan dess återvänt till trakterna  På senare tid har även nordkoreanska flyktingar bosatt sig i Vladivostok.
Vladivostok är hemstad åt en av de största armeniska grupperna i östra Ryssland. Staden har ett flertal armeniska bagerier och restauranger.

### Utbildning
I Vladivostok finns flera utbildningscentra, inklusive sex universitet:
- Nationella fjärranösternuniversitetet (Дальневосточный государственный университет, eller ДВГУ),
- Statliga tekniska fjärranösternuniversitetet (Дальневосточный государственный технический университет имени Куйбышева eller ДВГТУ),
- Statliga marinuniversitetet (Морской государственный университет имени адмирала Г.И. Невельского),
- Vladivostoks statliga universitet för ekonomi och service (Владивостокский государственный университет экономики и сервиса eller ВГУЭС),
- Vladivostoks statliga medicinska unviersitet (Владивостокский государственный медицинский университет)
- Statliga stillahavsuniversitetet för ekonomi (Тихоокеанский государственный экономический университет).

## Vänorter
Vladivostok har följande vänorter:
- Akita, Japan, sedan 1992
- Dalian, Kina, sedan 1992
- Hakodate, Japan, sedan 1992
- Incheon, Sydkorea, sedan 2012
- Juneau, USA, sedan 1992
- Kota Kinabalu, Malaysia, sedan 2010
- Manta, Ecuador, sedan 2009
- Niigata, Japan, sedan 1991
- Busan, Sydkorea, sedan 1992
- San Diego, USA, sedan 1991
- Tacoma, USA, sedan 1992
- Vladikavkaz, Ryssland, sedan 2009
- Wonsan, Nordkorea, sedan 2009
- Yanbian, Kina, sedan 2011

Vladivostok har även vänskapliga relationer med:
- Changchun, Kina, sedan 2003
- Donghae, Sydkorea, sedan 2009
- Ho Chi Minh-staden, Vietnam, sedan 2009
- Pohang, Sydkorea, sedan 2015
- Shanghai, Kina, sedan 1993
- Sakaiminato, Japan, sedan 2009
- Tottori, Japan, sedan 2010
- Yantai, Kina, sedan 1994

### Allmänna källor
- Trofimov, Vladimir et al, 1992, Old Vladivostok. Utro Rossii Vladivostok, ISBN 5-87080-004-8